# 로버트 워들로
로버트 퍼싱 워들로(영어: Robert Pershing Wadlow, 1918년 2월 22일 ~ 1940년 7월 15일)는 기네스북에 인류 역사상 최장신으로 기록된 잉글랜드계 미국인 및 스코틀랜드계 미국인 및 영국계 미국인이다.
기네스북에 오른 지 한달만에 지팡이에 발목을 다쳐 세균에 감염됐고 고열에 시달리다 끝내 22세 나이로 요절했다.

## 생애
1918년 일리노이주 알턴에서 태어난 워들로는 태어나자마자 수술을 받았는데, 이후 성장 호르몬이 과다하게 분비되어 말단비대증에 걸렸다. 결국 키가 급속도로 성장해 8세 이후에는 자신의 아버지의 키를 추월했으며, 1936년 고등학교 졸업 이후의 키는 254cm였다. 이후 1939년에는 존 로건의 기록을 깨뜨렸으며, 1940년에 기네스북에 등재된 워들로의 키는 272cm였다.
워들로는 1936년 링링 브라더스 서커스와의 미국 투어로 인해 유명인이 되었으며, 서커스단에서 요청한 비단모자와 연미복의 착용을 거부한 채 정장 차림으로 매디슨 스퀘어 가든과 보스턴 가든에서 열린 메인 쇼에만 모습을 드러내었다. 그 뒤 1938년에는 인터내셔널 슈 컴퍼니의 홍보 투어에 참여했으며, 이 당시 워들로가 신었던 신발은 알턴 역사 미술 박물관 등지에 전시되었다.
그러나 발목의 염증에 의해 물집이 잡힌 뒤 감염병으로 인해 고통에 시달리다가 1940년 7월 15일 22세의 젊은 나이로 생을 마감했다.

## 같이 보기
- 바오시순